# Riversleigh
Riversleigh Ausztrália egyik leghíresebb kövület-lelőhelye. A Gregory folyó vízgyűjtő medencéjében található, mintegy 100 km²-nyi terület Queensland állam északnyugati részén fekszik és rendkívül gazdag oligocén- és miocénkori emlős-, madár- és hüllőfosszíliákban.
A riversleighi kövületek különlegessége, hogy édesvízi mészkőből kerültek elő, nem nyomta össze őket a felső üledék súlya, így sok esetben megtartották háromdimenziós szerkezetüket.
Az első fosszíliákat 1901-ben találták, de egy előzetes tudományos felmérésre csak 1963-ban került sor. A területen 1976 óta módszeres feltárás folyik. 1992-ben a Boodjamulla Nemzeti Parkhoz csatolták. Rendkívüli paleontológiai jelentősége miatt, a helyszínt 1994-ben (a dél-ausztráliai naracoortei barlangokkal együtt) felvették az UNESCO Világörökség-listájára.

## Ősmaradványok

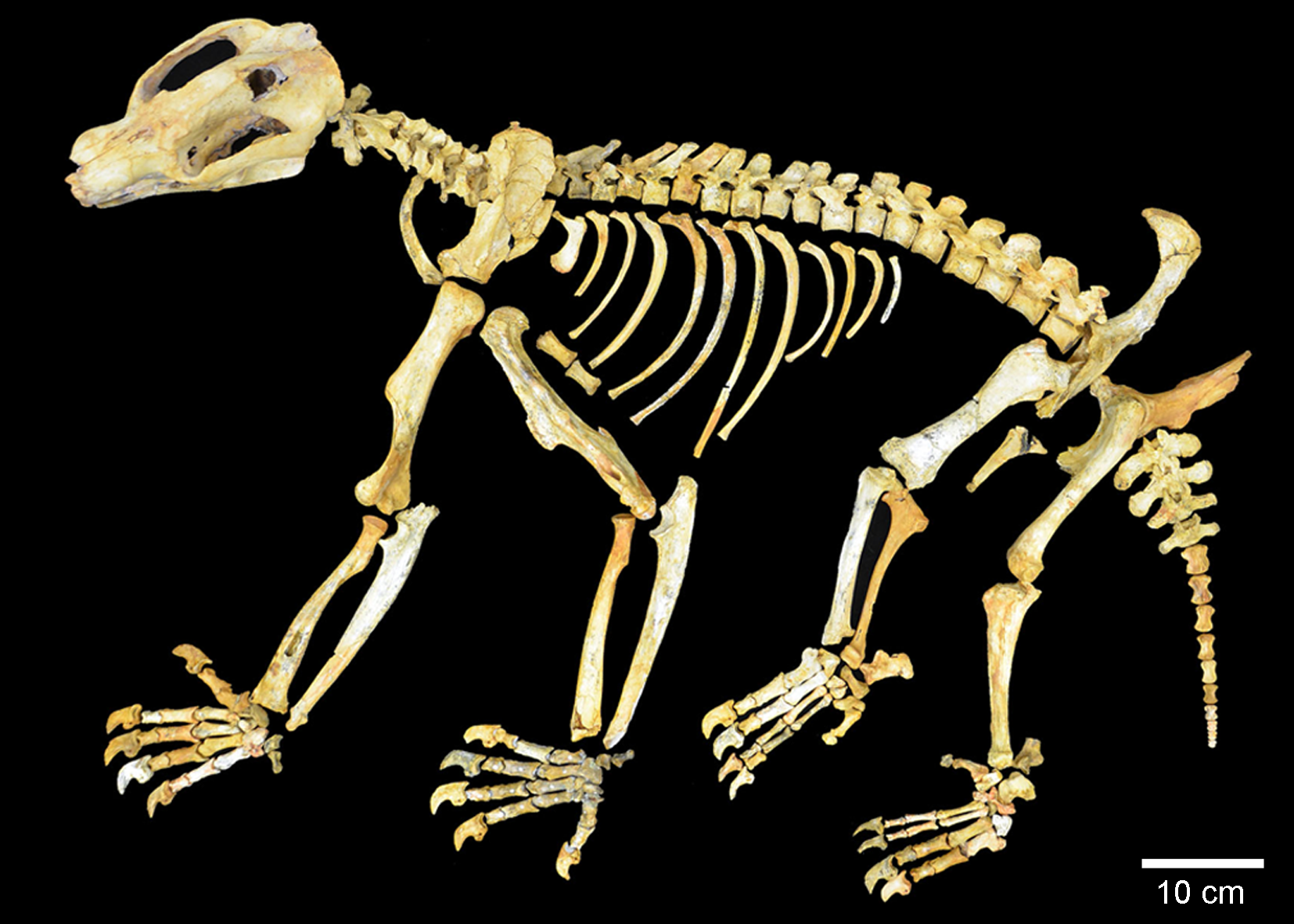
Nimbadon csontváza

Riversleigh fosszíliái kalciumban gazdag tavak és barlangok üledékéből származnak és a víz magas mésztartalma miatt igen jó állapotban maradtak fenn. Ezek az állatok a 30-10 millió évvel ezelőtti kort képviselnek, egy olyan időszakot, amikor az esőerdő fokozatosan félszáraz füves síksággá alakult át. A kutatók ezáltal mintegy 20 millió éven át képesek követni a régió emlőseinek evolúcióját. Riversleighen belül több mint 200 különálló lelőhelyről kerültek elő leletek.
Itt található a világ leggazdagabb denevérfosszília-lelőhelye harmincöt fajjal; különösen a barlangokból lehet sok denevércsontvázat feltárni.
Külön érdekesség a tizenöt millió évvel ezelőtt élt Obdurodon dicksoni koponyája és majdnem teljes fogazata; ez a kloákás állat a kacsacsőrű emlősök evolúciójára derít fényt. Azonosították a nemrég kipusztult erszényes farkas rokonait is. A Nimbacinus dicksoni jó állapotban megmaradt koponyájából következtetni lehetett arra, hogy magánál nagyobb zsákmányt is el tudott ejteni.
Az 1993-ban, egy addig ismeretlen barlanglelőhelyen megtalált Nimbadon 15-12 millió évvel ezelőtt élt és feltehetően a koaláéhoz hasonló életmódot folytatott.
Más kövületekből azt lehetett nyomon követni, hogyan alakult ki a koala, miután az esőerdő fokozatosan száraz eukaliptuszerdővé változott. A gerinceseken kívül néhány növény- és rovarkövület is előkerült. A Riversleighben előkerült fajok közé tartoznak az alábbiak:

### Emlősök
| - Yingabalanara, egy besorolhatatlan emlős - Obdurodon, egy óriás kacsacsőrű emlős - Malleodectes, egy csigaevő fogazatú erszényes - Yalkaparidon, egy ismeretlen funkciójú fogazattal rendelkező erszényes - Naraboryctes, egy erszényes vakond - Joculusium, húsevő erszényes nyest-féle - Mayigriphus, szintén erszényes nyest-féle - Wabulacinus, az erszényes farkas elődje - Ngamalacinus, az erszényes farkas elődje - Maximucinus, az erszényes farkas elődje - Nimbacinus, az erszényes farkas elődje - Muribacinus, az erszényes farkas elődje - Badjcinus, az erszényes farkas elődje - Thylacinus, az erszényes farkas elődje - Mutpuracinus, az erszényes farkas elődje - Ganbulanyi, húsevő erszényes nyest-féle - Barinya, húsevő erszényes nyest-féle - Yarala, egy hosszú orrú bandikut - Galadi, egy húsevő bandikut - Bulungu, egy egérméretű rovarevő bandikut - Nimiokoala, egy ősi koala - Priscakoala, egy ősi koala | - Phascolarctos, egy ősi koala - Kuterintja, az Ilariidae család egy tagja - Namilamadeta, a Wynyardiidae család tagja - Wakaleo, egy erszényes oroszlán - Priscileo, egy erszényes oroszlán - Nimbadon, egy koalaszerű növényevő - Neohelos, egy növényevő erszényes - Silvabestius, egy növényevő erszényes - Propalorchestes, egy erszényes tapír - Ngapakaldia,egy erszényes tapír - Palorchestes, egy erszényes tapír - Marada, egy növényevő erszényes - Rhizophascolonus, egy ősi vombat - Warendja, egy ősi vombat - Burramys, egy törpeoposszum - Cercartetus, egy ősi oposszum - Ektopodon, egy ősi oposszum - Chunia, egy ősi oposszum - Djilgaringa, egy ősi oposszum - Durudawiri, egy ősi oposszum - Wyulda, egy ősi ecsetfarkú oposszum - Onirocuscus, egy ősi ecsetfarkú oposszum | - Trichosurus, egy ősi ecsetfarkú oposszum - Djaludjangi, egy ősi repülő erszényes - Pildra, egy ősi gyűrűsfarkú oposszum - Paljara, egy ősi gyűrűsfarkú oposszum - Marlu, egy ősi gyűrűsfarkú oposszum - Gawinga, egy ősi gyűrűsfarkú oposszum - Hypsiprymnodon, egy gyümölcsevő kengurupatkány - Ekaltadeta, egy húsevő kengurupatkány - Gumardee, egy kengurupatkány - Wakiewakie, egy kengurupatkány - Bettongia, egy kengurupatkány - Nambaroo, egy ősi kenguru - Galanarla, egy ősi kenguru - Balbaroo, egy ősi kenguru - Ganawamaya, egy ősi kenguru - Wururoo, egy ősi kenguru - Wabularoo, egy ősi kenguru - Ganguroo, egy ősi kenguru - Bulungamaya, egy ősi kenguru - Wanburoo, egy ősi kenguru - Rhizosthenurus, egy ősi kenguru |

### Madarak
- Emuarius, egy emu

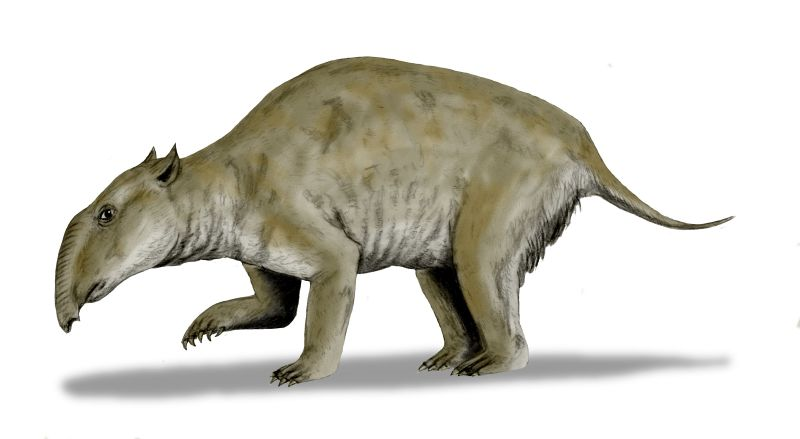
Az erszényes tapír (Palorchestes) rekonstrukciója

- Barawertornis, egy növényevő futómadár
- Eoanseranas, az ujjas lúd rokona
- Pinpanetta, a halcsontfarkú réce rokona
- Ciconia, egy gólya
- Pengana, egy ragadozó madár
- Australlus, egy röpképtelen guvat
- Cacatua, egy kakadu
- Melopsittacus, a hullámos papagáj rokona
- Collocalia, egy sarlósfecske
- Corvitalusoides, egy ősi verébféle
- Menura, egy lantfarkú madár
- Longimornis, egy sárgarigóféle
- Orthonyx, egy avarjáróféle
- Kurrartapu, egy fecskeseregély-féle
- Primophaps, egy galambféle

### Hüllők
| - Elseya, egy kígyónyakú teknős - Emydura, egy kígyónyakú teknős - Pseudemydura, egy kígyónyakú teknős - Warkalania, egy nyakrejtő teknős - Meiolania, egy nyakrejtő teknős - Pygopus, egy lábatlan gyík - Sulcatidens, egy agámaféle - Physignathus, egy agámaféle - Egernia, egy szkink - Tiliqua, egy szkink | - Varanus, egy varánusz - Rhamphotyphlops, egy vakkígyó - Morelia, egy piton - Wonambi, a kihalt Madtsoiidae család tagja - Nanowana, a kihalt Madtsoiidae család tagja - Incongruelaps, egy mérgeskígyó - Trilophosuchus, egy falakó krokodil - Baru, egy 4 méteres krokodil - Mekosuchus, egy krokodil - Quinkana, egy krokodil |

### Kétéltűek
- Litoria, egy fán lakó béka
- Crinia, egy béka
- Kyarranus, egy béka
- Lechriodus, egy béka
- Limnodynastes, egy béka

### Halak
- Neoceratodus, egy tüdőshal
- Mioceratodus, egy tüdőshal

## Fordítás
- Ez a szócikk részben vagy egészben  a   Riversleigh című angol Wikipédia-szócikk ezen változatának fordításán alapul.  Az eredeti cikk szerkesztőit annak laptörténete sorolja fel. Ez a jelzés csupán a megfogalmazás eredetét és a szerzői jogokat jelzi, nem szolgál a cikkben szereplő információk forrásmegjelöléseként.